# John Blair
John Blair (ur. 1732 w Williamsburgu w Wirginii, zm. 31 sierpnia 1800) – amerykański prawnik i polityk. Był uczestnikiem Konwencji Konstytucyjnej w Filadelfii w 1787 roku, na której uzgodniono Konstytucję Stanów Zjednoczonych, której był sygnatariuszem.
Prezydent George Washington mianował go 24 września 1789 roku jednym z pierwszych sędziów Sądu Najwyższego Stanów Zjednoczonych. Dwa dni później jego kandydatura uzyskała akceptację Senatu. Funkcję sędziego Sądu Najwyższego sprawował do 27 stycznia 1796 roku, gdy ustąpił.